# Fernand Suykens
Ferdinand L.H. (Fernand) ridder Suykens (1927 - Antwerpen, 5 januari 2002) was een Belgisch bedrijfsleider en bestuurder. Van 1985 tot 1992 was hij directeur-generaal van de haven van Antwerpen.

## Levensloop
Fernand Suykens was licentiaat in de handels- en financiële wetenschappen en handels- en maritieme wetenschappen. Hij ging in 1952 aan de slag bij de algemene directie van de stedelijke havendirectie van Antwerpen. In 1985 volgde hij Robert Vleugels op als directeur-generaal van de haven tot 1992. In deze hoedanigheid werd hij door Eddy Bruyninckx opgevolgd.
Vanaf 1968 doceerde hij haveneconomie aan de Ufsia (later Universiteit Antwerpen). Hij was ook medeoprichter van Antwerp Port Engineering and Consulting (APEC), die de Antwerpse havenkennis en -expertise naar internationale havenkringen overbracht. In 1993 was hij stichtend voorzitter van de European Sea Ports Organisation (ESPO). Hij was verder:
- lid van het uitvoerend comité van de Internationale vereniging van de zeehavens
- voorzitter van het comité voor de bevordering van de internationale handel van die organisatie
- voorzitter van het Fonds voor de Rijnvaart
- ondervoorzitter van het Belgisch nationaal comité van de International Cargo Handling Co-ordination Association (ICHCA)
- bestuurder van de Dienst voor de Scheepvaart
- bestuurder van de Nationale Maatschappij der Belgische Spoorwegen
- bestuurder van Agfa

In 1993 werd Suykens in de erfelijke adel opgenomen met de persoonlijke titel ridder. Hij was ook grootofficier in de Kroonorde.
Hij was de vader van Jan Suykens, CEO van de holding Ackermans & van Haaren.
- Digitale Bibliotheek voor de Nederlandse Letteren: suyk004
- International Standard Name Identifier: 0000 0004 0031 689X
- Library of Congress Control Number: n2006021291
- Nationale Bibliotheek van Israël: 987007387833305171
- Nederlandse Thesaurus van Auteursnamen: 071926836
- Système universitaire de documentation: 260631612
- Virtual International Authority File: 306096273